# Shūgiin-Wahl 1946
Die Shūgiin-Wahl 1946 war die 22. Wahl zum Shūgiin, dem japanischen Unterhaus, und fand am 10. April 1946 statt. Sie war damit die erste nationale Wahl nach dem Ende des Pazifikkrieges. Sie fand zwar nach der Meiji-Verfassung von 1890 statt, allerdings hatten die alliierten Besatzungsbehörden (GHQ/SCAP) seit dem Beginn der Besatzungszeit einige Änderungen des Wahlrechts wie die Einführung des Frauenwahlrechts durchgesetzt und im Dezember 1945 die Auflösung des Shūgiin und Neuwahlen angeordnet.
Die 466 Abgeordneten wurden wie zwischen 1902 und 1917 in „großen Wahlkreisen“ (dai-senkyoku) durch „Blockwahl“ (制限連記制, seigen renkisei, engl. limited voting) gewählt. 40 Präfekturen bildeten also jeweils als Ganzes einen Wahlkreis, 6 Präfekturen (Hokkaidō, Tokio, Niigata, Aichi, Ōsaka, Hyōgo) wurden in zwei Wahlkreise unterteilt. In jedem Wahlkreis wurden zwischen 4 und 17 Abgeordnete gewählt. Die Wahl in Okinawa (zwei Mandate), das unter amerikanischer Hoheit stand, wurde nicht durchgeführt.

## Ergebnis
Die Wahlbeteiligung betrug 72,08 %: 78,52 % unter den 16,3 Millionen männlichen Wahlberechtigten und 66,97 % unter den erstmals wahlberechtigten 20,6 Millionen Frauen.
| Partei | Partei                                      | Sitze | Sitzverteilung |
| ------ | ------------------------------------------- | ----- | -------------- |
|        | Liberale Partei Japans                      | 141   |                |
|        | Fortschrittspartei Japans (Nihon Shimpotō)  | 94    |                |
|        | Sozialistische Partei Japans                | 93    |                |
|        | Nihon Kyōdōtō („Kooperationspartei Japans“) | 14    |                |
|        | Kommunistische Partei Japans                | 5     |                |
|        | Sonstige (*)                                | 38    |                |
|        | Unabhängige                                 | 81    |                |
| Summe  | Summe                                       | 466   |                |

(*) Kandidaten aus 28 verschiedenen Parteien, darunter keine mit mehr als vier Mandaten; die meisten schlossen sich nach der Wahl einer der drei großen Parteien an.

## Auswirkungen

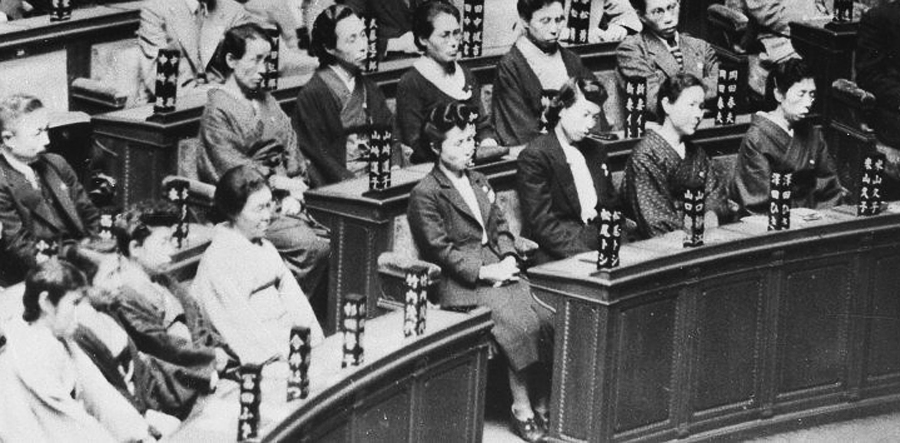
Die ersten 39 Frauen zogen 1946 ins Shūgiin ein.

Das amtierende Kabinett Shidehara unter Premierminister Shidehara Kijūrō, das bereits stark durch die „Säuberung“ von Politikern der Kriegszeit (Ausschluss von öffentlichen Ämtern) durch die Besatzungsbehörden von Januar 1946 betroffen war, trat im Mai 1946 zurück. Hatoyama Ichirō, Vorsitzender der Liberalen Partei Japans, die als stärkste Partei aus den Wahlen hervorging, wurde vom Tennō mit der Regierungsführung betraut, konnte sein Mandat aber wegen des Ämterverbots der Besatzungsbehörden nicht antreten. Er designierte Yoshida Shigeru, den bisherigen Außenminister, zu seinem Nachfolger als Parteivorsitzender. Yoshida wurde vom Tennō mit der Regierungsbildung beauftragt und bildete eine Koalition mit der Fortschrittspartei, deren Vorsitz am 16. April Baron Shidehara übernommen hatte – der bisherige Vorsitzende Machida Chūji zog sich nach Ämterverbot aus der Politik zurück. Yoshidas Kabinett übernahm die Amtsgeschäfte am 22. Mai 1946.
In den Wahlkreisen Fukui (5 Mandate) und Tōkyō 2 (12 Mandate) unterschritt jeweils ein Kandidat das zur erfolgreichen Wahl nötige Quorum (abgegebene Stimmen ÷ Anzahl der Mandate ÷ 4). Die Wahl wurde in Tokio am 31. Mai, in Fukui am 24. Juni 1946 wiederholt, d. h. die Wahl des fünften bzw. zwölften Abgeordneten wurde de facto als Mehrheitswahl in einem Einzelwahlkreis nachgeholt.
Bei der Wahl stand 79 Frauen zur Wahl, von denen 39 in das Shūgiin einzogen, was 8,4 % der Sitze entsprach. Neben der Tatsache, dass dies die erste japanische Wahl mit Frauenwahlrecht war, waren die Gründe dafür das angewandte Wahlsystem und das Ämterverbot, das im Wesentlichen Männer betraf. Da dies bei späteren Wahlen nicht mehr zutraf, sank der Anteil bereits bei der nächsten Wahl ein Jahr später wieder auf 3,2 %, stagnierte über Jahrzehnte bei 2 % und wurde erst wieder bei den Wahlen von 2005 übertroffen.